# Претенденти на папаху
«Претенденти на папаху» — сатиричний роман українського письменника Олега Чорногуза.

## Сюжет
Після подій роману «„Аристократ“ із Вапнярки» минуло два роки. Стратон Стратонович Ковбик повернувся з Франції до Кобилятина-Турбінного поблизу Києва, де розташовано установу «Фіндіпош». Одного дня на вулиці двоє хлопців вкрали його шапку, тому замість неї Ковбик почав носити папаху. Оскільки Ковбик побував за кордоном, його стиль стали копіювати всі місцеві жителі. Стратону Стратоновичу залишалося до пенсії кілька місяців. Більшість працівників «Фіндіпошу» не проти замінити Ковбика на його посаді.
Євграф Сідалковський продовжує романтичні стосунки з кількома жінками водночас. На балі він знайомиться з Ядвігою Капітульською, яка повинна стати для Сідалковського «вікном у Європу», а також із завідувачем канцелярії Жерехом — людиною «зі зв'язками», що пропонує Сідалковському роботу каліграфа в престижній нагородній установі. Тим часом матуся Карапет і її вагітна донька Ія позиваються на Сідалковського до суду, вимагають його визнати дитину Ії за свою.
Фінал роману — символічний. «Фіндіпош» закривають за вказівкою «згори», і його будинок у Кобилятині-Турбінному згоряє; Ковбика звільняють з посади напередодні його шістдесятилітнього ювілею; матуся Карапет викриває Сідалковського перед його нареченою Капітульською (що призводить до їхнього розриву); втративши таким чином «вікно в Європу», Сідалковський влаштовується швейцаром у кобилятинський ресторан «Веселий відвідувач», повторивши долю іншого персонажа дилогії — «генерала» Чудловського («Ви скінчите, як і я»).

## Головні герої
- Стратон Стратонович Ковбик — директор «Фіндіпошу»;
- Клавдій Миколайович Хлівнюк — в.о. заступника директора «Фіндіпошу»;
- Карло Іванович Бубон — бухгалтер;
- Адам Баронецький (Кухлик) — касир;
- Георг Панчішка (Масик) — очолює відділ гаманцеємності шапки та габаритності голови клієнта;
- Варфоломій Чадюк (Тихолаз) — очолює відділ внутрішньої вичинки;
- Євграф Сідалковський (Сідалко);
- Октавіан Мамуня — наймолодший працівник «Фіндіпошу», сором'язливий молодий чоловік, фотолюбитель;
- Євдокія Капітонівна Карапет (матуся Карапет, Мері) — працівниця буфету «Фіндіпошу». Має трьох доньок — Тамару, вона ж Любов (у минулому — дружина Сідалковського), Віру та Надію (Ію);
- Іраклій Йосипович Понюхно — завідувач анкетного відділу;
- Євмен Миколайович Грак-Чудловський — «протеже» Сідалковського, чоловік Тезі Чудловської;
- Кирило Гаврилович Кнюх — співпрацівник «Фіндіпошу»;
- Анджей Осмоловський — польський селекціонер;
- Ядвіга Капітульська — небога Осмоловського, наречена Сідалковського;
- Айстра (Школярочка) — продавчиня;
- Едуард Кайтанович Благоуханний — ревізор;
- Віоріка — секретар;
- Тася (Рая) — одна з коханок Сідалковського, дружина капітана далекого плавання;
- Антоша — особистий водій Стратона Стратоновича Ковбика;
- Веніамін Олександрович Жерех — завідувач канцелярії, людина «зі зв'язками»;
- Дядя Філя — підпільний шлюбний маклер.